# Atidarsagene autotemcel
Atidarsagene autotemcel, sålt under namnet Libmeldy, är ett läkemedel och en genterapi mot den sällsynta sjukdomen metakromatisk leukodystrofi (MLD). Sjukdomen, som har sin grund i en slags enzymbrist, drabbar barn. Utan behandling leder den till svåra neurologiska symptom och kort livslängd. Läkemedlet verkar genom att få kroppen att producera enzymerna som saknas. Barnets egna stamceller plockas ut och förändras genetiskt så att de får en normal kopia av den gen som muterat. De förändrade stamcellerna förs sedan tillbaka till barnet. Före behandlingen ges kemoterapi.
Libmeldy anses vara ett av de dyraste läkemedel som någonsin tagits fram, med en engångsdos till ett pris på cirka 33 miljoner svenska kronor (2023). Innan läkemedlet togs i bruk, fanns ingen effektiv behandling mot MLD.